# Provincia di Kabul
Kabul è una provincia dell'Afghanistan di 3 138 100 abitanti, che ha come capoluogo Kabul. Confina con le province di Parvan e di Kapisa a nord, di Laghman e di Nangarhar a est, di Lowgar a sud e di Vardak a ovest.

## Suddivisioni amministrative
La provincia di Kabul è divisa in quindici distretti:

Distretti di Kabul.

- Bagrami
- Chahar Asyab
- Deh Sabz
- Farza
- Guldara
- Istalif
- Kabul
- Kalakan
- Khaki Jabbar
- Mir Bacha Kot
- Mussahi
- Paghman
- Qarabagh
- Shakardara
- Surobi